# Стинтино
Стинтино (итал. Stintino) је насеље у Италији у округу Сасари, региону Сардинија.
Према процени из 2011. у насељу је живело 1159 становника. Насеље се налази на надморској висини од 33 м.

## Становништво
Према резултатима пописа становништва 2011. у општини је живело 1.501 становника.
| 1931. | 1936. | 1951. | 1961. | 1971. | 1981. | 1991. | 2001. | 2011. |
| ----- | ----- | ----- | ----- | ----- | ----- | ----- | ----- | ----- |
| 417   | 447   | 566   | 726   | 864   | 965   | 1.114 | 1.127 | 1.501 |